# Шенн, Брэйден
Брэ́йден Шенн (англ. Brayden Schenn; род. 22 августа 1991, Саскатун, Саскачеван, Канада) — канадский хоккеист, центральный нападающий и капитан клуба Национальной хоккейной лиги (НХЛ) «Сент-Луис Блюз». Чемпион мира 2015 года. Обладатель Кубка Стэнли 2019.

## Карьера

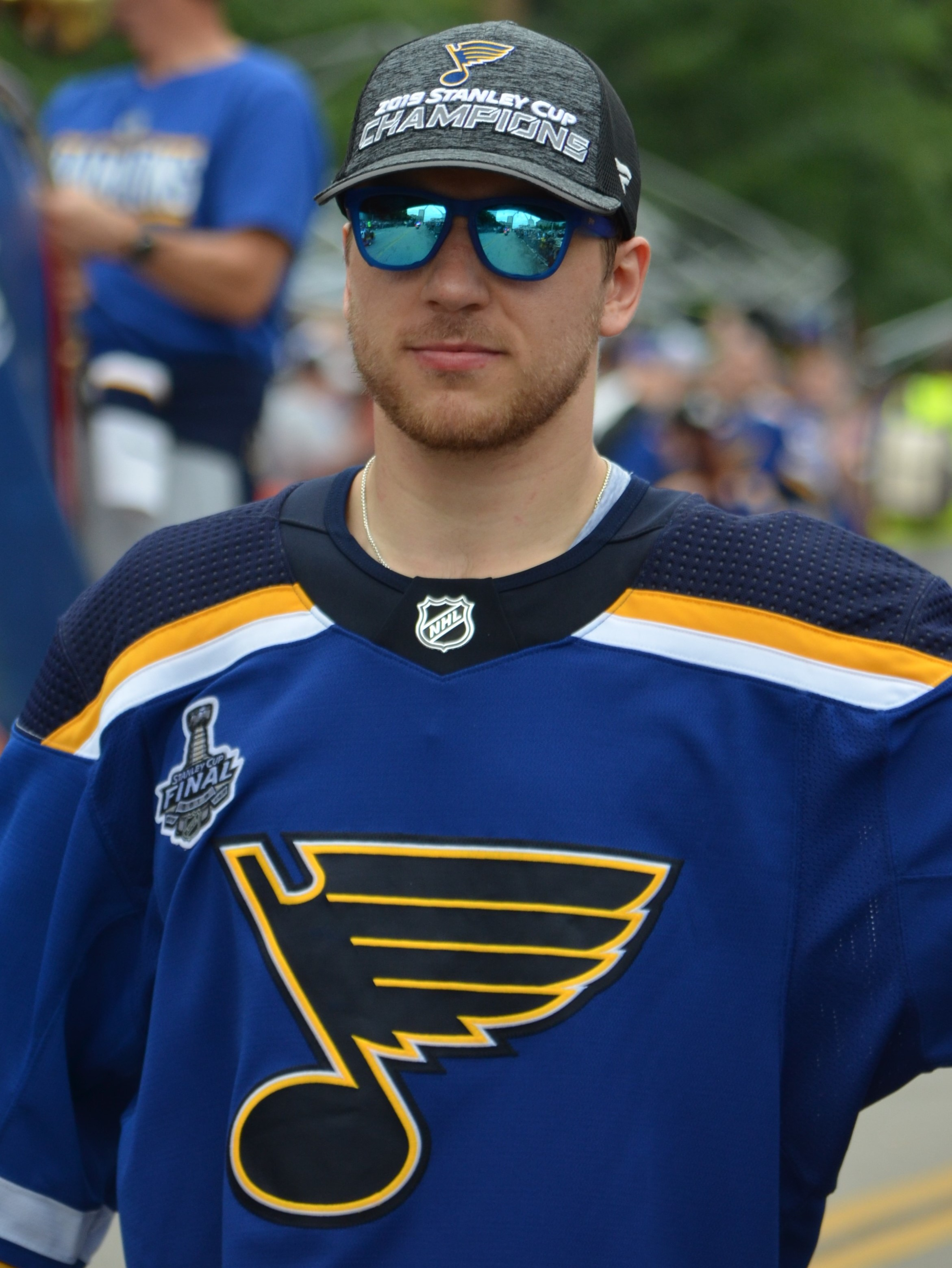
Шенн после победы в Кубке Стэнли в 2019 году

В 2006 году Шенн был задрафтован под общим 9-м номером командой «Брандон Уит Кингз», выступающей в Западной хоккейной лиге (WHL) — одной из трёх крупнейших юниорских канадских хоккейных лиг. Уже в своём первом сезоне в WHL (2007/2008) Брэйден стал лучшим бомбардиром своей команды и выиграл приз лучшему новичку лиги по итогам сезона. В апреле 2008 года Шенн сыграл на юниорском чемпионате мира в Казани, где в составе сборной Канады выиграл золотую медаль. Он был лишь одним из пяти 16-летних хоккеистов в составе победителей.
В сезоне 2008/2009 Шенн снова стал лучшим бомбардиром «Уит Кингз». В декабре 2008 года он приглашался на сбор канадской молодёжки перед МЧМ-2009, однако в окончательный состав команды включён не был. Летом 2009 года Брэйден был выбран на драфте НХЛ в первом раунде под общим 5-м номером командой «Лос-Анджелес Кингз».
Сезон 2009/2010 Шенн также провёл в Брэндоне. Однако именно в этот год состоялся его дебют в НХЛ. 26 ноября 2009 г. Шенн был вызван на матч «Лос-Анджелеса» против «Ванкувер Кэнакс». Новый год он встретил в стане молодёжной сборной Канады на МЧМ, проходившем в родной для Брэйдена провинции Саскачеван. «Кленовые» стали на турнире вторыми, уступив в драматичной финальной встрече команде США.
Следующий сезон Шенн начал, играя в фарм-клубе «Лос-Анджелеса» «Манчестер Монаркс», периодически поднимаясь в главную команду. Всего осенью 2010 г. в НХЛ он сыграл 8 матчей, отметившись в них двумя голевыми передачами. В начале декабря 2010 г. Брэйдена отправили обратно в WHL. Сыграв два матча за «Брэндон Уит Кингз», Шенн присоединился к молодёжной сборной Канады, и сыграл за неё на МЧМ-2011. Набрав 18 очков в 7 играх турнира, Брэйден стал лучшим бомбардиром чемпионата, а также получил звание самого ценного его игрока. Сборная Канады, однако же, вновь финишировала второй. На этот раз, вслед за сборной России.
Вторую половину сезона Шенн провёл в команде WHL из своего родного города «Саскатун Блейдз», куда он был переведён из «Брэндона» в обмен на драфт-пики и проспектов. В 37 матчах в составе «Блейдз» он набрал 64 очка, а после вылета команды из плей-офф в апреле 2011 г. вернулся в «Манчестер Монаркс» и доиграл сезон здесь.
23 июня 2011 года Шенн в результате обмена стал игроком «Филадельфии Флайерз».
Отыграв 6 сезонов во «Флайерз» и набрав 246 очков (109+137) в 424 играх, летом 2017 года был обменян в «Сент-Луис Блюз» на Йори Лехтерю и 2 выбора в первых раундах драфтов 2017 и 2018 годов.
В первом же сезоне за «Сент-Луис» стал лучшим бомбардиром команды, набрав 70 очков. В 2019 году помог клубу выиграть Кубок Стэнли. В 26 матчах плей-офф Шенн набрал 12 очков (5+7).
27 февраля 2025 года сыграл свой 1000-й матч в регулярных сезонах НХЛ.

## Семья
Брэйден Шенн родился 22 августа 1991 года в Саскатуне, Саскачеван, Канада в семье Риты и Джеффа Шенн. Co старшим братом, защитником Люком Шенном, являлись одноклубниками, брат был обменян в «Лос-Анджелес Кингз». У них есть две младшие сестры Мэдисон и Мэйси. Брэйден выступает под 10-м номером, в честь своего любимого хоккеиста Павла Буре.

## Статистика
| Легенда | Легенда                    | Легенда | Легенда                   | Легенда | Легенда    |
| ------- | -------------------------- | ------- | ------------------------- | ------- | ---------- |
| И       | Количество проведённых игр | Штр     | Штрафное время            | +/−     | Плюс-минус |
| Г       | Голы                       | П       | Голевые передачи          | О       | Очки       |
| -       | Статистика неизвестна      | —       | Статистика не учитывалась |         |            |

## Достижения

### Командные
Международные
| Год        | Команда         | Достижение                                        | Достижение |
| ---------- | --------------- | ------------------------------------------------- | ---------- |
| 2008       | Канада (юниор.) | Победитель юниорского чемпионата мира             |            |
| 2010, 2011 | Канада (мол.)   | Серебряный призёр молодёжного чемпионата мира (2) |            |
| 2015       | Канада          | Чемпион мира                                      |            |

НХЛ
| Год  | Команда        | Достижение                          | Достижение |
| ---- | -------------- | ----------------------------------- | ---------- |
| 2019 | Сент-Луис Блюз | Обладатель Приза Кларенса Кэмпбелла |            |
| 2019 | Сент-Луис Блюз | Обладатель Кубка Стэнли             |            |

### Личные
Юниорская карьера
| Год  | Команда             | Достижение                                                           | Достижение |
| ---- | ------------------- | -------------------------------------------------------------------- | ---------- |
| 2008 | Брэндон Уит Кингз   | Попадание в Сборную молодых звёзд CHL                                |            |
| 2008 | Брэндон Уит Кингз   | Обладатель Джим Пигготт Мемориал Трофи                               |            |
| 2009 | Брэндон Уит Кингз   | Участник Матча всех звёзд CHL                                        |            |
| 2009 | Медисин-Хат Тайгерс | Попадание во вторую Сборную всех звёзд Восточной конференции WHL (2) |            |
| 2011 | Саскатун Блэйдз     | Попадание во вторую Сборную всех звёзд Восточной конференции WHL (2) |            |
| 2010 | Медисин-Хат Тайгерс | Попадание в первую Сборную всех звёзд Восточной конференции WHL      |            |

Международные
| Год  | Команда       | Достижение                                                 | Достижение |
| ---- | ------------- | ---------------------------------------------------------- | ---------- |
| 2011 | Канада (мол.) | Лучший снайпер молодёжного чемпионата мира                 |            |
| 2011 | Канада (мол.) | Лучший ассистент молодёжного чемпионата мира               |            |
| 2011 | Канада (мол.) | Лучший бомбардир молодёжного чемпионата мира               |            |
| 2011 | Канада (мол.) | Лучший нападающий молодёжного чемпионата мира              |            |
| 2011 | Канада (мол.) | MVP молодёжного чемпионата мира                            |            |
| 2011 | Канада (мол.) | Попадание в Сборную всех звёзд молодёжного чемпионата мира |            |